# 강종 (고려)
강종(康宗, 1152년 5월 17일 (음력 4월 5일), 율리우스력 5월 10일 ~ 1213년 9월 2일 (음력 8월 9일), 율리우스력 8월 26일)은 고려의 제22대 국왕(재위: 1212년 2월 6일 (1211년 음력 12월 25일), 율리우스력 1211년 1월 30일 ~ 1213년 9월 2일)이다.

## 개요
휘는 오(祦), 자는 대화(大華) 또는 태화(太華), 묘호는 강종(康宗), 시호는 명헌원효대왕(明憲元孝大王), 능호는 후릉(厚陵)이다. 명종과 광정왕후 김씨의 맏아들이다.
1212년부터 1213년까지 재위하는 동안 최충헌(崔忠獻)이 실권을 맡았다.

## 생애

### 탄생과 가계
강종의 초명은 왕숙(王璹)으로, 1152년(의종 6년) 4월 5일, 인종과 공예태후의 셋째 아들인 왕자 익양공(명종)의 맏아들로 태어났다. 어머니는 의정왕후 김씨이며, 문종의 손자인 강릉공 왕온의 셋째 딸인데 모계 성씨인 김씨를 사용하였다.

### 태자 책봉과 폐위
1170년(의종 24년), 무신정변으로 의종이 폐위되고 아버지 익양공이 추대되자 따라서 입궁하였으며, 1171년(명종 1년) 관례를 올리고, 1173년(명종 3년) 왕태자에 책봉되었다.
첫 부인인 태자비 이씨(사평왕후)는 무신정변을 일으킨 이의방의 딸 이었으나, 이의방 사후 폐출되었다. 이후 종실 신안후와 인종의 3녀인 창락궁주의 딸 유씨(원덕왕후)와 혼인하였다.
1197년(명종 27년), 명종이 최충헌에 의해 폐위되어 창락궁에 유폐되면서 폐태자 되었으며 이후 강화도로 유배를 가게 되었다. 

### 즉위와 사망
1210년(희종 6년) 소환되어 이듬해 수사공 상주국 한남공(守司空·上柱國·漢南公)에 봉해졌으며, 희종을 폐한 최충헌에게 옹립되어 왕위에 올랐다. 그러나 실권은 최충헌에게 있었다. 능은 개성특별시 개풍구역 현화리에 있는 후릉(厚陵)이다.

## 가족 관계
| 1152년 5월 10일 (음력 4월 5일) 고려 개경 개성부 | 1213년 8월 26일 (음력 8월 9일) (61세) 고려 개경 수창궁 화평전 |

|    |                                               | 생몰년          | 부모                                  | 비고        |
| -- | --------------------------------------------- | --------------- | ------------------------------------- | ----------- |
| 부 | 명종 明宗                                     | 1131년 - 1202년 | 인종 仁宗 공예왕후 임씨 恭睿王后 任氏 | 제19대 국왕 |
| 모 | 의정왕후 김씨 義靜王后 金氏 광정태후 光靖太后 | 미상            | 강릉공 왕온 江陵公 王溫 김씨 金氏     |             |

| 시호 | 시호                        | 생몰년        | 부모                                      | 비고                                                                     |
| ---- | --------------------------- | ------------- | ----------------------------------------- | ------------------------------------------------------------------------ |
| 정비 | 사평왕후 이씨 思平王后 李氏 | 미상          | 이의방 李義方 조씨 曺氏                   | 명종 4년(1174년) 태자비에 책봉, 같은 해 12월 폐위 강종 원년(1211년) 추존 |
| 계비 | 원덕왕후 유씨 元德王后 柳氏 | 미상 - 1239년 | 신안후 왕성 信安侯 王珹 창락궁주 昌樂宮主 |                                                                          |

|    |           | 이름  | 생몰년          | 생모          | 배우자                      | 비고        |
| -- | --------- | ----- | --------------- | ------------- | --------------------------- | ----------- |
| 1  | 고종 高宗 | 철 皞 | 1192년 - 1259년 | 원덕왕후 유씨 | 안혜왕후 유씨 安惠王后 柳氏 | 제23대 국왕 |
| 2  | 소군 小君 |       | 미상            | 미상          | 미혼                        |             |
| 3  | 소군 小君 |       | 미상            | 미상          | 미혼                        |             |
| 4  | 소군 小君 |       | 미상            | 미상          | 미혼                        |             |
| 5  | 소군 小君 |       | 미상            | 미상          | 미혼                        |             |
| 6  | 소군 小君 |       | 미상            | 미상          | 미혼                        |             |
| 7  | 소군 小君 |       | 미상            | 미상          | 미혼                        |             |
| 8  | 소군 小君 |       | 미상            | 미상          | 미혼                        |             |
| 9  | 소군 小君 |       | 미상            | 미상          | 미혼                        |             |
| 10 | 소군 小君 |       | 미상            | 미상          | 미혼                        |             |

| 작호 | 작호              | 생몰년 | 생모          | 배우자                  | 비고 |
| ---- | ----------------- | ------ | ------------- | ----------------------- | ---- |
| 1    | 수령궁주 壽寧宮主 | 미상   | 사평왕후 이씨 | 하원공 왕춘 河源公 王瑃 |      |
| 2    | 정화택주 靜和宅主 | 미상   | 사평왕후 이씨 | 최충헌 崔忠獻           |      |

## 강종이 등장하는 작품
- 《무인시대》(KBS, 2003년~2004년, 배우 박병선, 이인)

## 같이 보기
- 무신정권
- 이의방
- 최충헌
- 문극겸